# Nicky Whelan
Nicky Whelan (født 10. juni 1981) er en australsk skuespillerinde og model, bedst kendt for sin rolle som Pepper Steiger i den australske tv-serie Neighbours. Hun er barnebarn af AFL Brownlow medaljøren Marcus Whelan.
Whelan afsluttet optagelserne til filmen Hollywood and Wine i Los Angeles. Hun medvirkede sammen med David Spade.
Whelan dukkede op i sidste sæson af Scrubs som Maya, en australsk medicinsk skole student og medvirkede i filmen Alt tilladt fra 2011, med Owen Wilson, Jason Sudeikis, Jenna Fischer, og Christina Applegate.